# Église Saint-Martin-aux-Choux
L'ancienne église Saint-Martin-aux-Choux (parfois appelée Saint-Martin-des-Choux) était une des églises les plus importantes de la cité médiévale de Blois, au cœur de la France métropolitaine. Fondée au XIIIe siècle, elle a existé pendant cinq siècles, jusqu'à la Révolution.

## Toponymie et vocable
Dès l'établissement d'un sanctuaire religieux à partir du VIIe siècle, le lieu est dédié au Saint Martin, alors patron de la ville voisine de Tours. Le marché aux légumes, alors construit aux abords de l'église, a fini par ajouter le suffixe "aux Choux" au nom de celle-ci.

## Histoire

### Origines
Entre les VIe et VIIe siècles, plusieurs sanctuaires chrétiens sont créés à Blois, dont ceux de Saint-Pierre, de Saint-Honoré, de Saint-Lubin, de la Vierge et de Saint-Martin. Des reliques de ce dernier avaient alors été confiées aux Blésois par l'abbé de Marmoutiers, dont le couvent a été fondé par Martin de Tours lui-même à la fin du IVe siècle.

### Construction et évolution
En 1238, le jeune comte Jean Ier de Blois-Châtillon, attaché à la rénovation des lieux de culte sur ses terres, commandite la construction d'une église en lieu et place du sanctuaire Saint-Martin. Bien que se situant juste en contrebas du château, celle-ci reste sous la juridiction de l'abbaye Notre-Dame de Bourg-Moyen. Comme la tradition le voulait, un cimetière est également aménagé au sud et à l'ouest de l'édifice.
Il était convention que le curé de Saint-Martin soit nommé par l'abbé de Bourg-Moyen parmi les fidèles de l'abbaye Notre-Dame. Le curé de Saint-Martin était également chargé de distribuer les saintes huiles à ses homologues de l'archidiaconé (équivalent au diocèse de Blois avant son indépendance de Chartres en 1697). Cependant, certaines cérémonies, comme les baptêmes, n'étaient célébrées qu'au sein de l'abbaye.
À la fin du XIVe siècle, l'église devient la principale de la ville basse, en remplacement de l'église Saint-Gervais concédée aux Jacobins. Grâce à une bulle en 1518, les fidèles obtinrent du pape Léon X des indulgences plénières en faveur de quiconque visiterait l'église, ce qui encouragea le passage des pèlerins de la voie de Tours des chemins de Compostelle, jusque là concentrés sur l'église Saint-Saturnin en Vienne.
En l'an 1697, l'église passe naturellement sous le diocèse de Blois avec l'élévation de la cathédrale Saint-Louis.

### Démolition et héritage
En 1783 déjà, le conseil municipal de Pierre Boucherat réfléchissait à la destruction de l'église ; mais l'opposition des paroissiens était alors trop vive.
Après la Révolution de 1789, accompagnée de la volonté des révolutionnaires à priver les biens du clergé, l'église est finalement détruite en 1791 pendant le mandat du 1er maire élu de Blois, Henri Petit de Villanteuil. Vendu en plusieurs lots avec l'hôtel du Petit Louvre, l'édifice principal a été acquis, démantelé puis reconverti en habitations par le menuisier Guillon. La paroisse Saint-Martin, qui couvrait une petite portion du centre-ville (se limitant aux rues Saint-Lubin, du Commerce, des Orfèvres et le quai de La Saussaye), a été réunie, de même que Saint-Sauveur, à la paroisse Saint-Nicolas.
Dans la foulée, les actuels Grands degrés du Château sont percés entre 1806 et 1807, permettant enfin un accès plus direct entre la place du Château et le Bourg-Moyen,.
Après les bombardements de la Seconde Guerre mondiale qui ont justement ravagé le Bourg-Moyen, une fontaine Saint-Martin a été érigée à l'emplacement de l'ancienne église, en réutilisant une ancienne gargouille.
Aujourd'hui, une plaque commémorative rappelle son existence dans les Grands degrés du Château.

## Localisation
Voici la situation de l'église par rapport à la configuration de Blois au Moyen Âge :